# 加拉奇科
加拉奇科（西班牙語：Garachico），是西班牙加那利群岛圣克鲁斯-德特内里费省的一个市镇。总面积29平方公里，总人口4,827人（2017年），人口密度165人/平方公里。

## 概况
加拉奇科位于特内里费岛北海岸，圣克鲁斯-德特内里费省首府圣克鲁斯-德特内里费以西52公里，距特内里费北部机场50公里，特内里费南部机场67公里。镇子本身坐落在一个超过500米的悬崖下。加拉奇科及其附近区域可以说是特内里费岛上最保持原始风貌的沿海地区。城镇具有鲜明的西班牙风格，对于不懂西班牙语的游客，携带一本西班牙短语旅行书是明智的选择。
市镇里有值得一提的海滩，海岸线主要是火山的遗迹，但这使城镇有了吸引人之处，给了游客一个访问的理由。在老港口附近花了很多的精力去美化海岸。很多小路被铺上石块，一些天然的岩石池子被改造成泳池。能经常看到有人在垂钓。然而，在这些岩石池子之外，大西洋的波浪使得除勇者之外的人不值得去尝试游泳。在天然岩石池子旁边建有市镇公共泳池。
城镇里还有一个圣米格尔城堡。

## 历史
1706年5月5日起源于西北裂痕区的火山爆发是这个城镇历史上的重大事件。在这之前，加拉奇科曾是出口葡萄酒和其它本地产品的重要港口。然而，长达几个星期内火山口流出的熔岩冲向海湾，最终摧毁了本地的生计。

## 图集

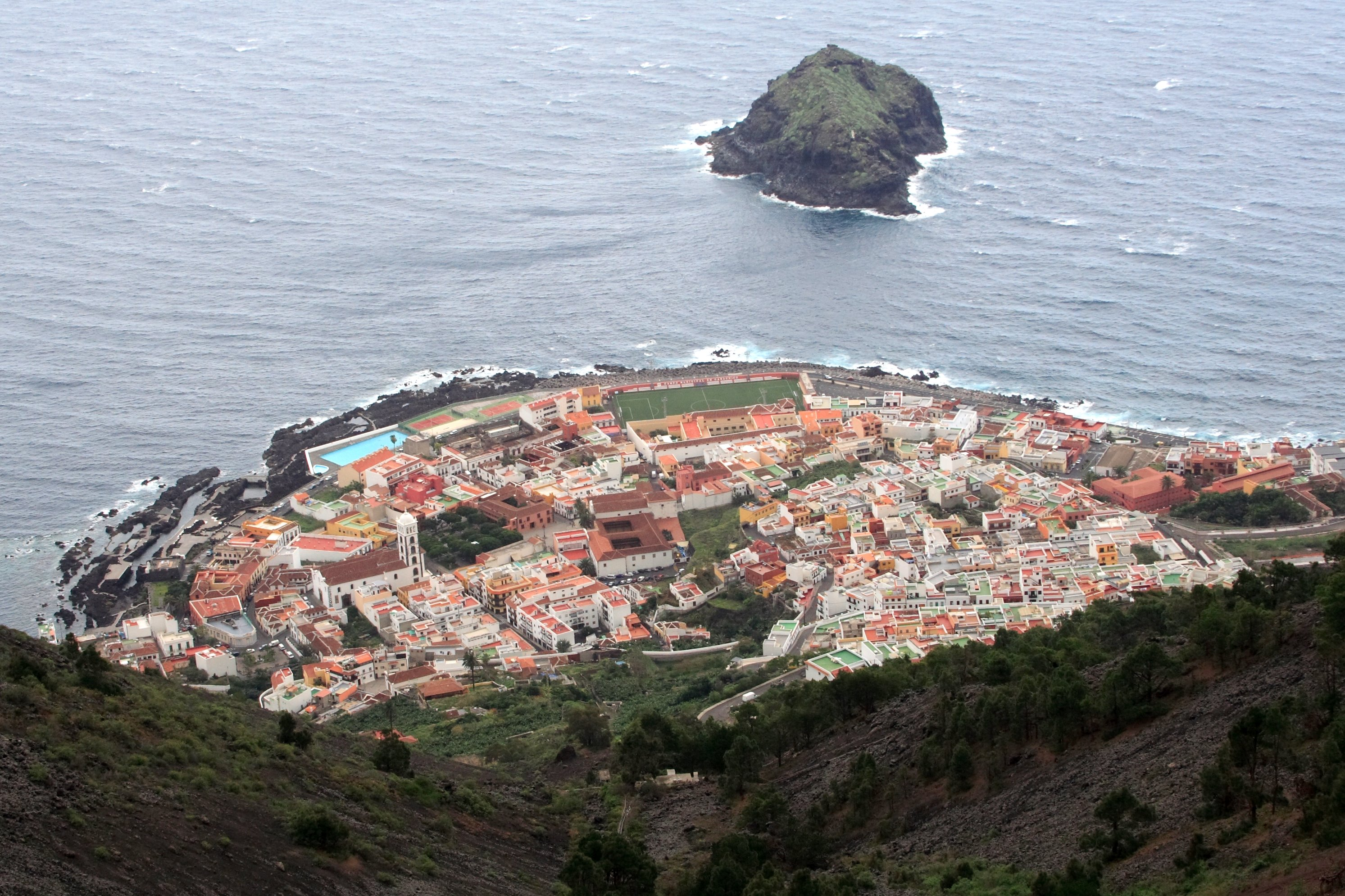
小镇全景
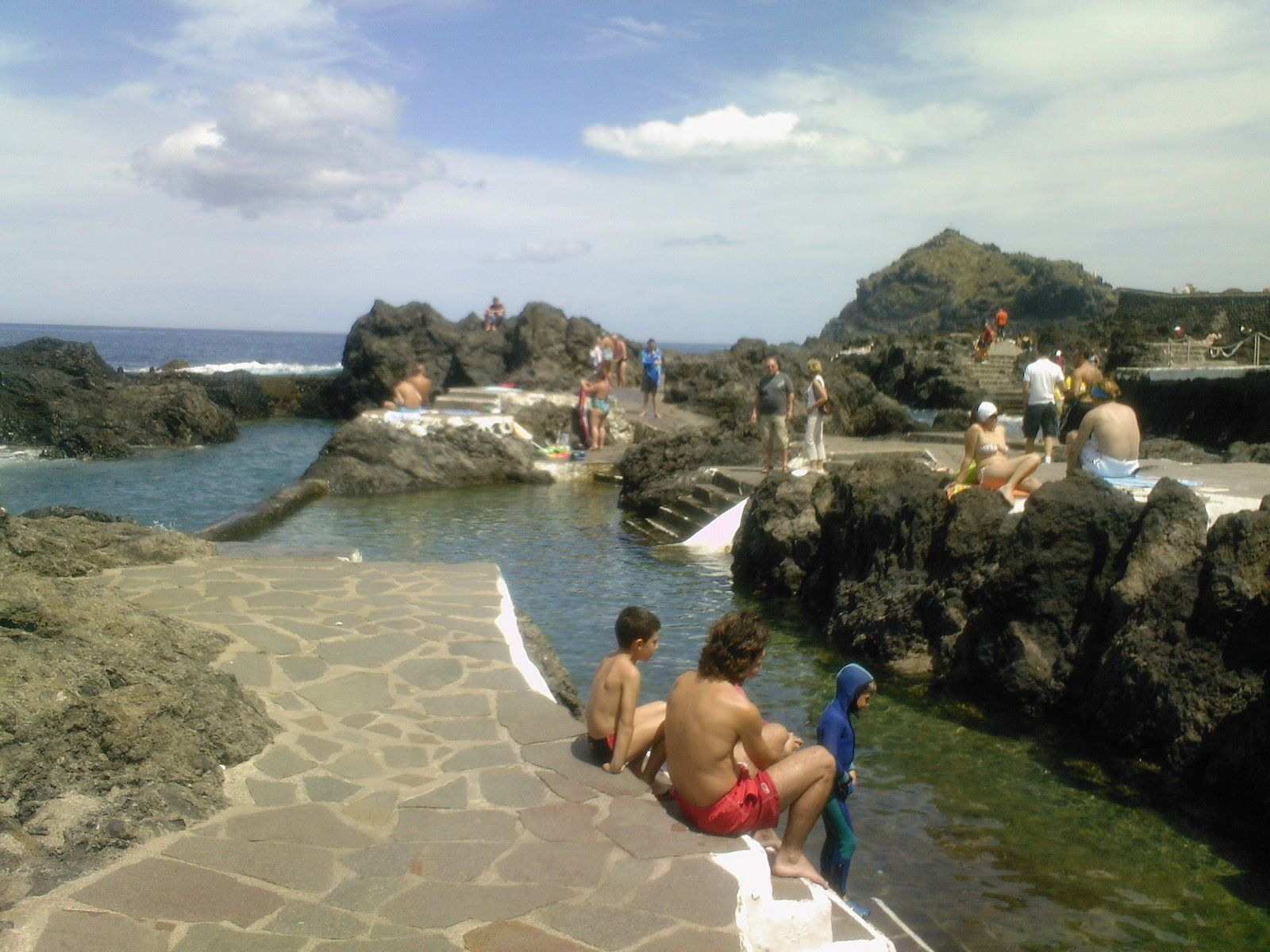
天然泳池
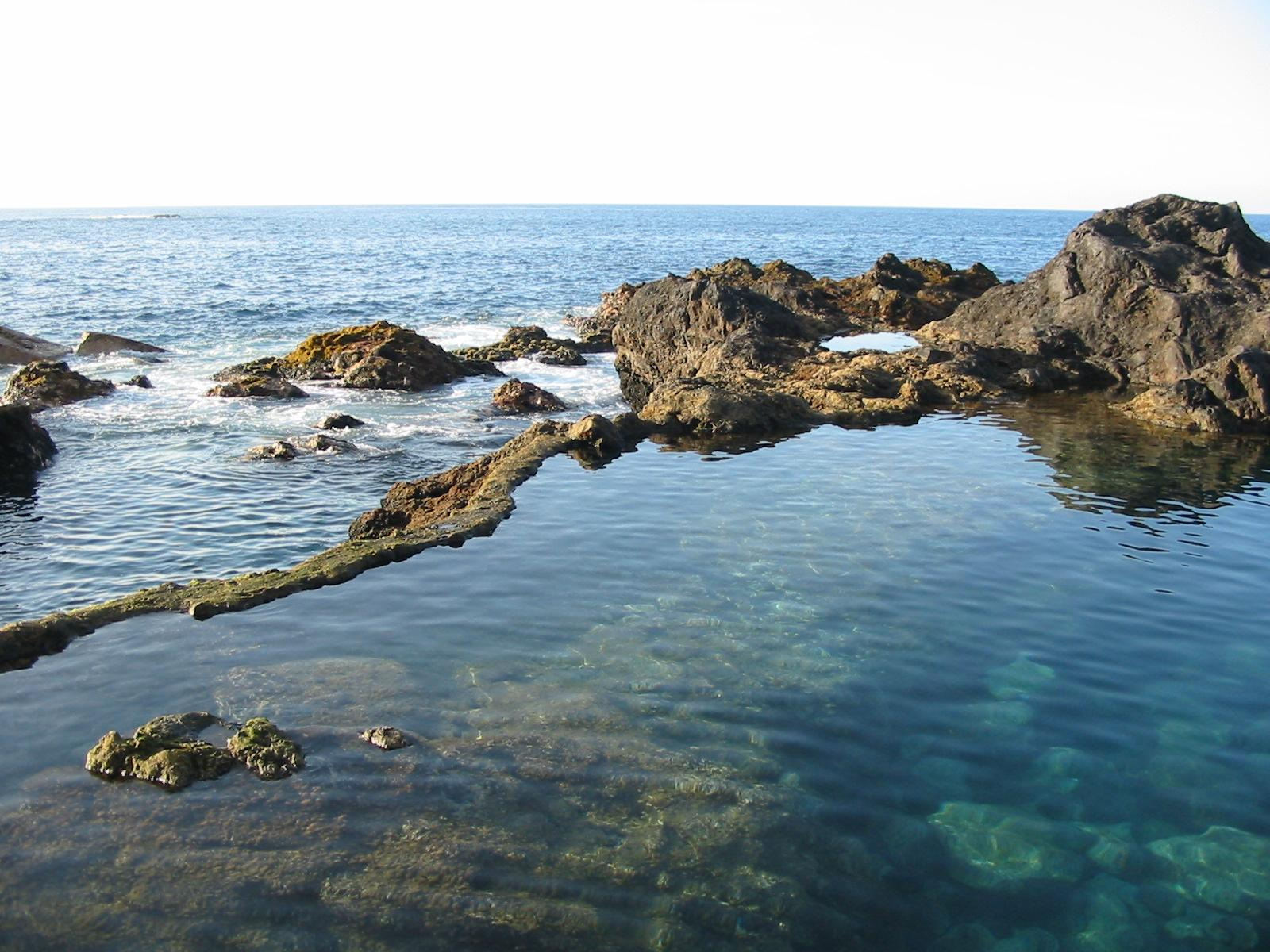
海边
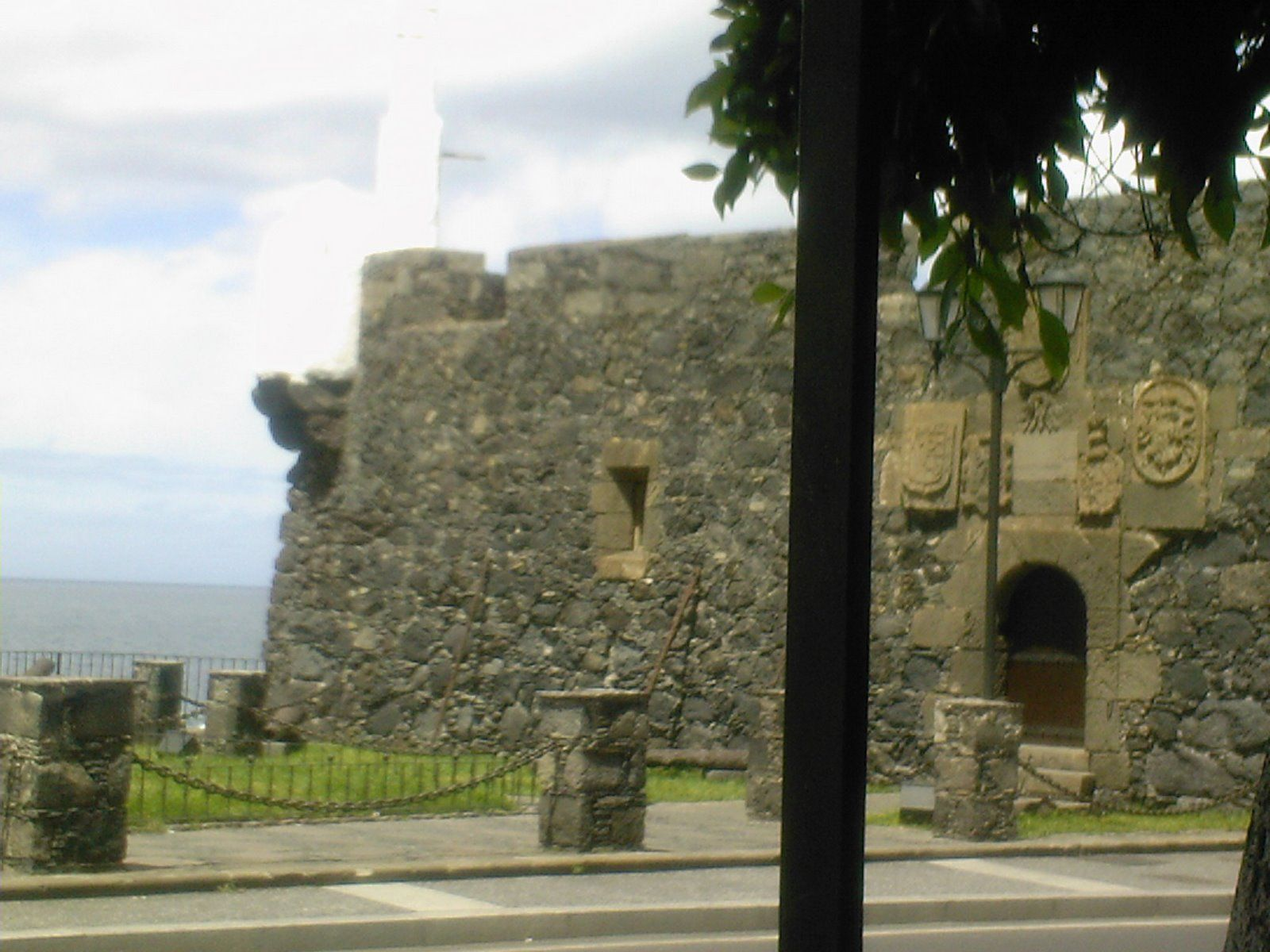
圣米格尔城堡
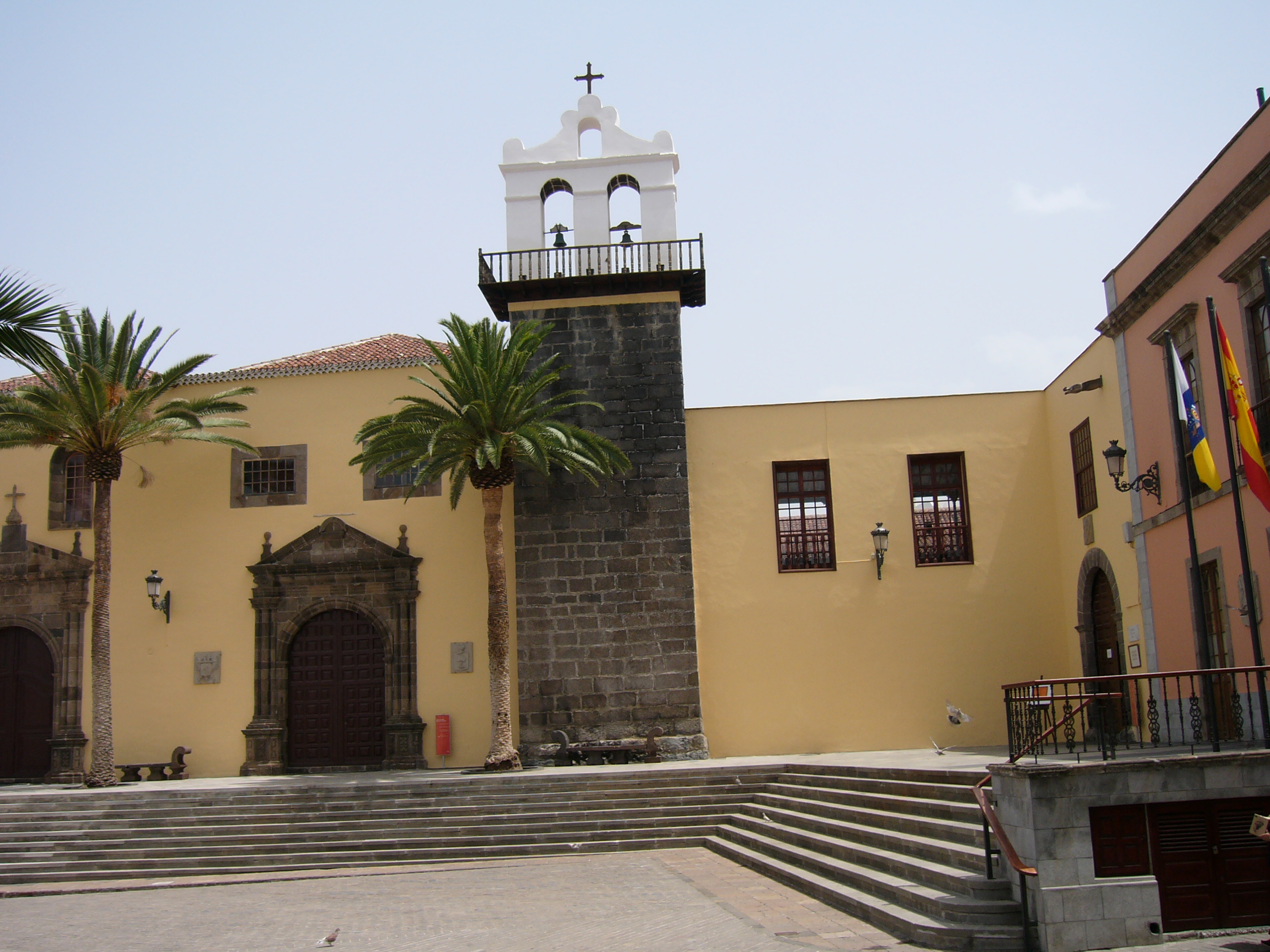
教堂和旁边的市政厅
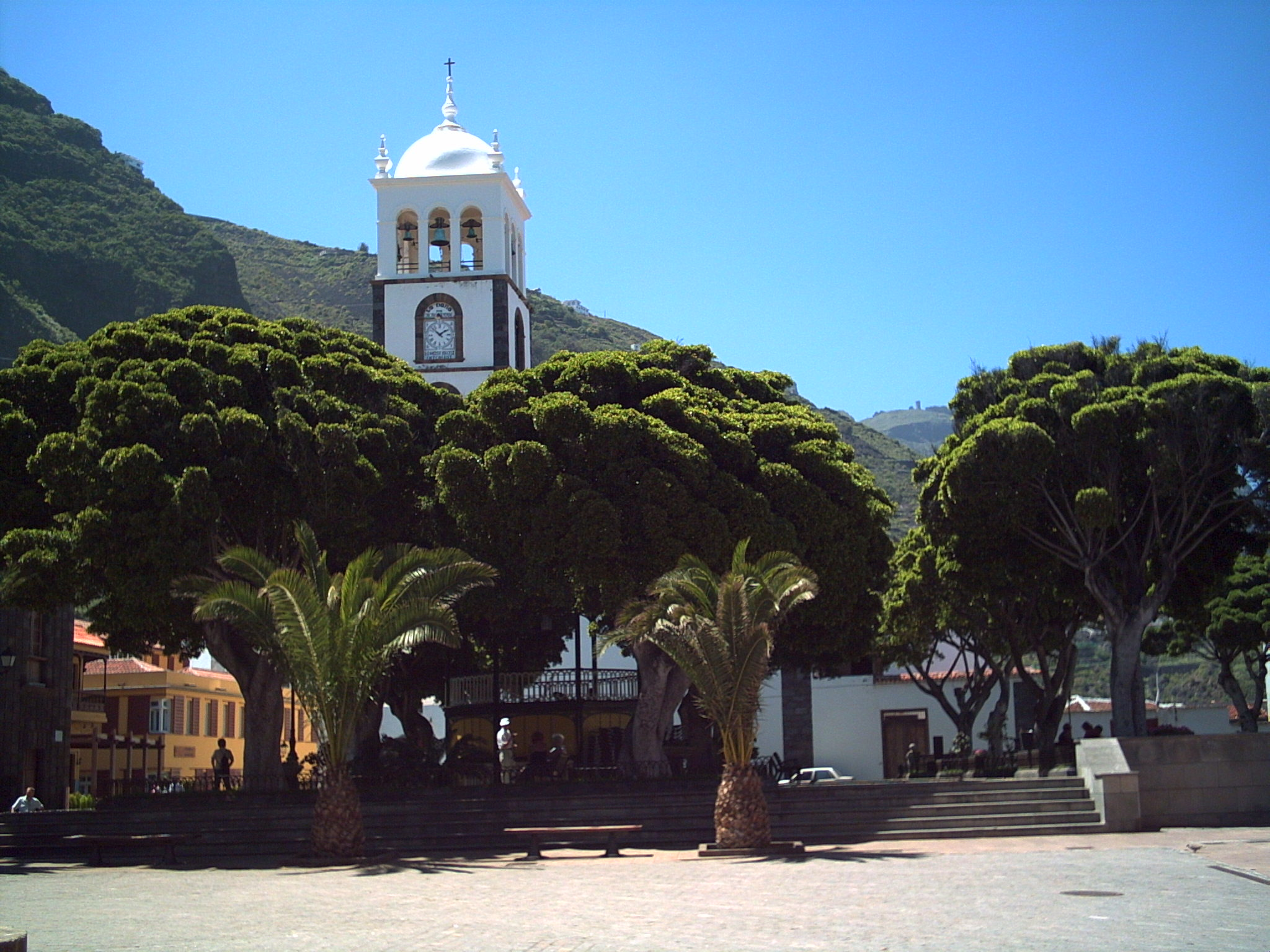
中心广场
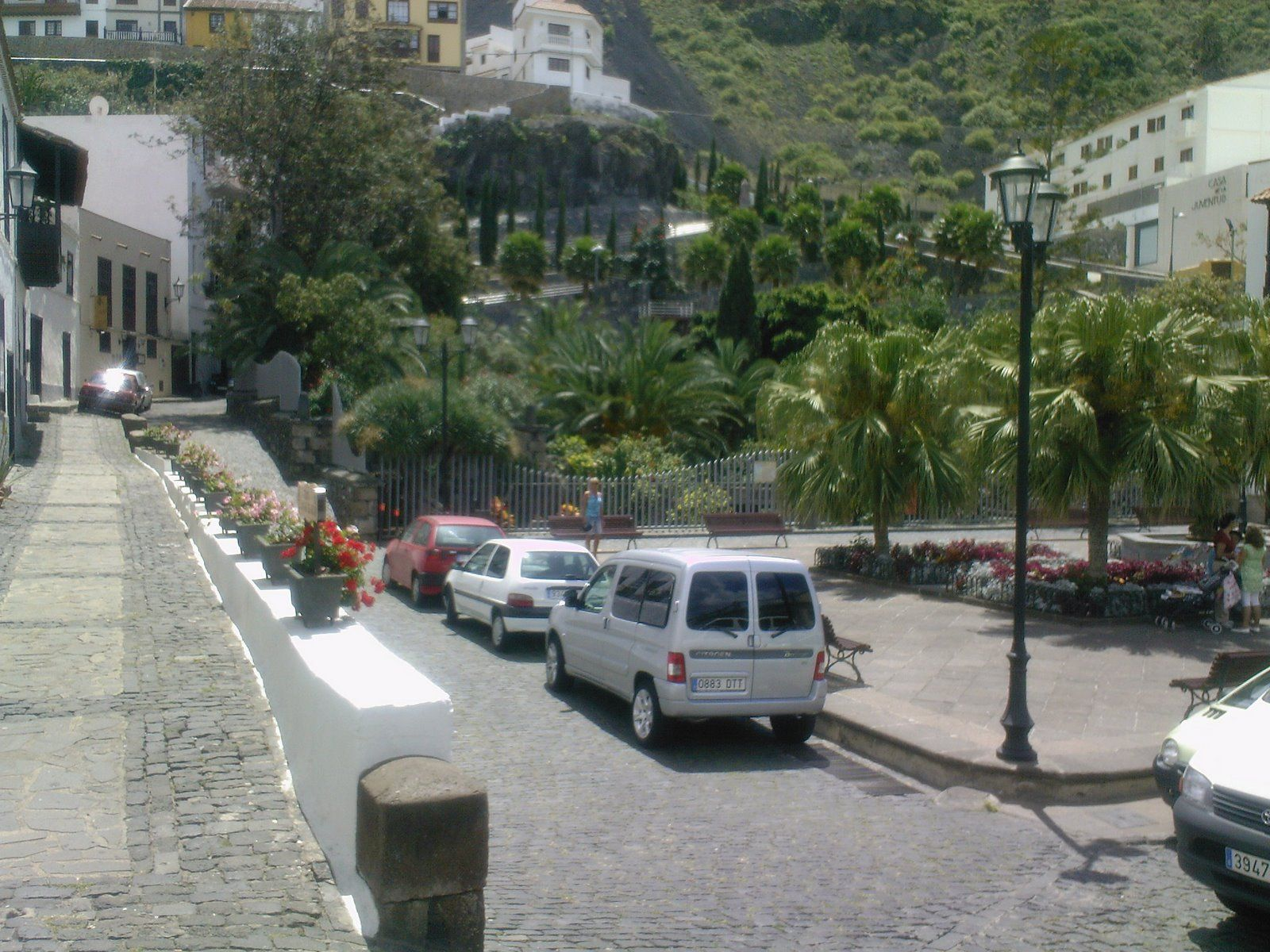
公园
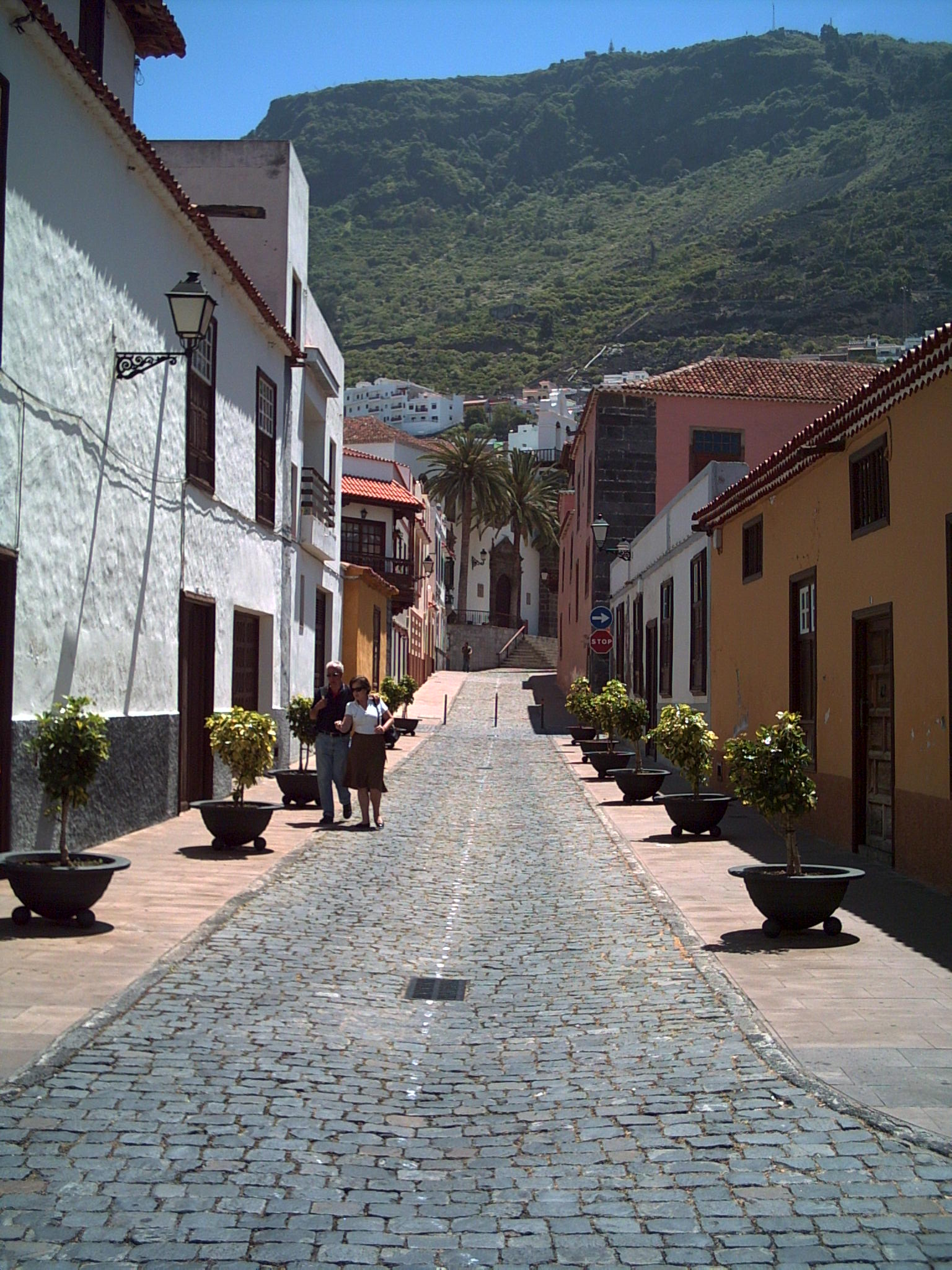
街道
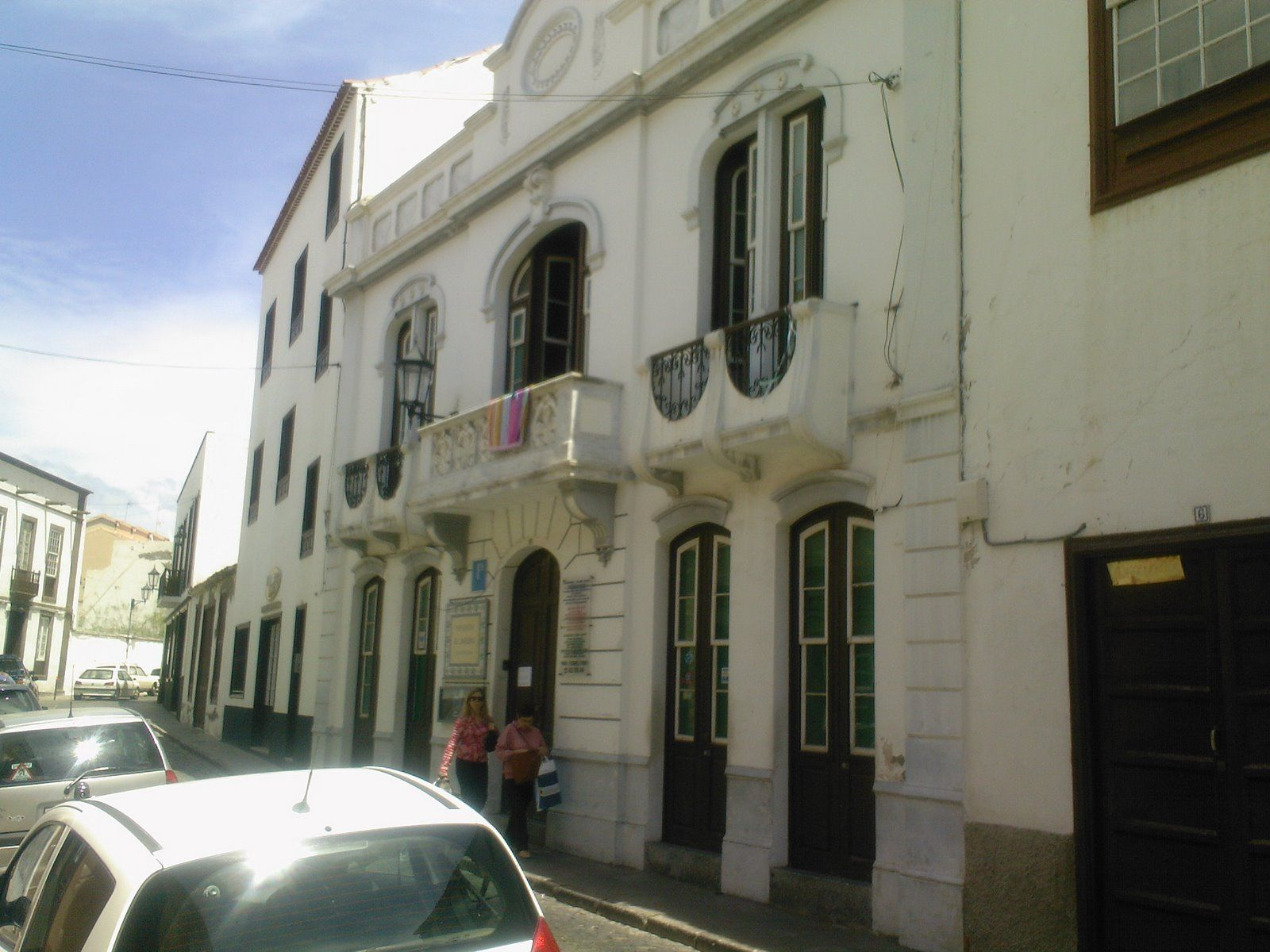
小街